# Куровскоје
Куровскоје (рус. Куровское) град је у Русији у Московској области. Према попису становништва из 2010. у граду је живело 21819 становника.

## Становништво
| 1939.  | 1959.  | 1970.  | 1979.  | 1989.  | 2002.  | 2010.  |
| ------ | ------ | ------ | ------ | ------ | ------ | ------ |
| 11.422 | 16.350 | 17.476 | 19.329 | 21.139 | 19.507 | 21.819 |